# Mistrzostwa Polski Par Klubowych na Żużlu 1998
Mistrzostwa Polski Par Klubowych na Żużlu 1998 – zawody żużlowe, mające na celu wyłonienie medalistów mistrzostw Polski par klubowych w sezonie 1998. Rozegrano trzy turnieje eliminacyjne oraz finał, w którym zwyciężyli zawodnicy Pergo Gorzów Wielkopolski.

## Finał
- Gorzów Wielkopolski, 11 lipca 1998
- Sędzia: Marek Wojaczek

| Miejsce | Kluby                       | Suma | Zawodnicy                                           | Punkty                                           |
| ------- | --------------------------- | ---- | --------------------------------------------------- | ------------------------------------------------ |
| złoto   | Pergo Gorzów Wlkp.          | 28   | Tomasz Bajerski Krzysztof Cegielski Piotr Paluch    | 18 (3,3,3,3,3,3) 10 (1,2,2,2,1,2) ns             |
| srebro  | Polonia Jutrzenka Bydgoszcz | 24   | Tomasz Gollob Jacek Gollob Piotr Protasiewicz       | 14 (2,2,3,2,2,3) 1 (0,–,–,–,–,1) 9 (–,3,2,3,1,–) |
| brąz    | Trilux Start Gniezno        | 20   | Adam Fajfer Tomasz Fajfer Krzysztof Jabłoński       | 13 (3,2,3,1,2,2) 7 (1,3,2,0,0,1) ns              |
| 4       | Włókniarz Malma Częstochowa | 17   | Sebastian Ułamek Mariusz Staszewski Rafał Osumek    | 11 (3,1,1,1,3,2) 6 (1,0,3,0,2,0) ns              |
| 5       | Atlas Wrocław               | 15   | Adam Łabędzki Mirosław Cierniak Dariusz Śledź       | 11 (3,2,1,2,3,0) 1 (1,–,0,–,0,–) 3 (–,d,–,0,–,3) |
| 6       | Van Pur Rzeszów             | 11   | Piotr Świst Janusz Stachyra Grzegorz Rempała        | 8 (2,0,1,3,2,–) 2 (0,1,–,–,1,0) 1 (–,–,0,0,–,1)  |
| 7       | ZKŻ Polmos Zielona Góra     | 11   | Andrzej Huszcza Jarosław Szymkowiak Grzegorz Kłopot | 9 (2,1,1,2,0,3) 2 (0,0,0,1,1,d) ns               |